# Budinci
Budinci (Hongaars: Bűdfalva, Prekmurees: Büdinci, Duits: Büdintz) is een plaats in Slovenië en maakt deel uit van de gemeente Šalovci in de NUTS-3-regio Pomurska. De plaats telde 96 inwoners op 1 januari 2020.